# Piled Higher and Deeper
Piled Higher and Deeper, niekiedy PhD Comics – gazeta i komiks internetowy tworzony od 1997 roku przez Jorge Chama. Skupia wokół siebie społeczność internetową złożoną głównie ze studentów oraz naukowców. Bohaterowie komiksu, których niektóre przygody i perypetie sugerowane są przez czytelników, nieustannie zmagają się z prokrastynacją, trudnościami w prowadzonych przez siebie badaniach, tarciami na linii student-profesor oraz problemami finansowymi, najczęściej przejawiającymi się nieustannym poszukiwaniem darmowego jedzenia.